# Années 1740
Les années 1740 couvrent la période de 1740 à 1749.

## Événements
- 1737-1766 : Stanislas Leszczynski devient duc de Lorraine et de Bar. Sa cour à Nancy devient le centre de rencontre de deux cultures : les magnats polonais s’y rendent en passant par Dresde, où réside le roi, avant de visiter Paris et l’Italie[1].
- 1739–1748 : guerre de l'oreille de Jenkins entre la Grande-Bretagne et l’Espagne dans les Caraïbes[2].
- 1740 : Marie-Thérèse monte sur le trône d’Autriche et de Hongrie en vertu de la Pragmatique Sanction (fin en 1780)[3]. Sous son règne l’usage du français remplace peu à peu celui de l’italien à la cour de Vienne[4].
- 1740–1748 : guerre de Succession d'Autriche conclue par le traité d'Aix-la-Chapelle[2].
- 1740–1745 : première et deuxième guerre de Silésie entre la Prusse et l’Autriche (1740-1742 et 1744-1745)[5].
- 1741 : insurrection des esclaves noirs à New York[6].
- 1741-1762 : règne d’Élisabeth Ire, impératrice de Russie[7].
- 1741-1743 : guerre russo-suédoise[2].
- 1741-1754  : Dupleix, gouverneur de la Compagnie française des Indes orientales, développe la présence française en Inde[8].
- 1744-1748 : troisième guerre intercoloniale (King George's War) entre les colonies britanniques et françaises d’Amérique du Nord[9].
- 1745-1746 : seconde rébellion jacobite en Écosse, écrasée à la bataille de Culloden par les troupes du duc de Cumberland[10].
- 1746-1754 : première (1746-1748) et deuxième (1749–1754) guerres carnatiques. Le conflit entre Britanniques et Français en Inde reprend à la mort du nizâm en 1748[11]. La Compagnie anglaise des Indes orientales reçoit l’appui de la flotte britannique ce qui provoque l’intervention des forces régulières du roi de France.
- 1747 : mort de Nader Chah. Ahmad Shah fonde l’Empire durrani centré sur l'Afghanistan et le Pakistan actuel[12].
- Arrivée en Slovaquie dans les années 1740 de Juifs de Moravie, où ils sont persécutés. Elle est renforcée par une seconde vague dans les années 1770 quand la Galicie rejoint l'empire d'Autriche[13].
- Treize colonies : émeutes des fermiers dans le New Jersey au cours des années 1740 et 1750 contre les propriétaires terriens[14].

## Personnages significatifs
- Charles VII du Saint-Empire
- Élisabeth Ire de Russie
- Frédéric II.
- Joseph François Dupleix
- Marie-Thérèse d'Autriche
- Vitus Béring